# Untitled 1 (a.k.a. Vaka)
«untitled #1», también conocido como "Vaka" y lanzado como "untitled #1 (a.k.a. "Vaka")"  es un sencillo y DVD de Sigur Rós de 2003, proveniente del álbum de 2002 ( ). 
Hasta el 12 de noviembre de 2006, el sencillo permaneció en el número 15 del Canadian singles chart, estando un total de 16 semanas en el top 20.

## Lista de canciones
- CD - 3" mini CD / 5" CD con DVD

1. "untitled #1" (a.k.a Vaka) – 6:43
2. track 2 – 4:38
3. track 3 – 2:47
4. track 4 – 4:22

- La banda cerraba sus actuaciones con las canciones 2 y 3 del sencillo durante su tour de primavera de 2003, titulando ambas canciones "Smáskífa" (sencillo) en su lista de presentaciones.
- La canción 2 originalmente debía ser un remix de "Vaka" pero cambió totalmente derivando en otra composición, aunque algunos sonidos de la melodía de "Vaka" pueden reconocerse.
- La canción 3 trata sobre un solo de piano del baterista de la banda, Orri Páll Dýrason.
- la canción 4 es la melodía que suena antes y después de las actuaciones en vivo de Sigur Rós.
- El DVD que acompaña al disco contiene los primeros 3 videos que la banda realizó: "Svefn-g-englar", "Viðrar vel til loftárása" and "Vaka". El menú principal a algunos pájaros en un cable, con la canción número 4 de fondo.
- El sencillo también fue lanzado en una versión de vinilo de 10" además de un folleto del trabajo artístico del álbum.
- También el sencillo salió a la venta en Europa con una versión de un mini CD de 3".

## Video musical
Dirigido por Floria Sigismondi, el video muestra un mundo posapocalíptico en donde unos niños, estando en una escuela, se preparan para salir a jugar. Los niños, después de haber sido examinados sus oídos y bocas por el profesor, arropándose bien y poniéndose máscaras de gas, salen a jugar a un patio el cual está cubierto de cenizas negras que caen del cielo como nieve. Los chicos juegan en las cenizas, lanzándose entre ellos y haciendo figuras con éstas, lo que causa que un niño por un descuido jugando se desprenda de su máscara cayendo al suelo y cerrando sus ojos. El video ganó el premio a "Mejor Video" en los MTV Europe Music Awards en Edinburgo, Escocia.
La canción también es usada para la película Después de la boda.